# Mustafā Sādiq ar-Rāfiʿī

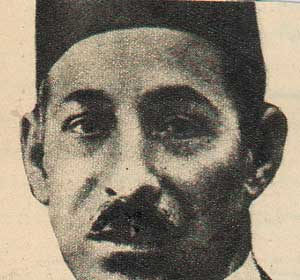
Mustafā Sādiq ar-Rāfiʿī

Mustafā Sādiq ar-Rāfiʿī (arabisch مصطفى صادق الرافعي, DMG Muṣṭafā Ṣādiq ar-Rāfiʿī; * 1. Januar 1880 in Bahtin im Nildelta; † 14. Mai 1937 in Tanta) gehörte zu den berühmtesten arabischen Poeten des frühen 20. Jahrhunderts. Er war ägyptisch-syrischer Abstammung. Ar-Rāfiʿī schrieb den Text der ägyptischen Nationalhymne „Eslami ya Misr“, die von 1923 bis 1936 benutzt wurde. Zudem entwarf er zusammen mit Abu al-Qasim asch-Schabbi den Text für die, seit 1987 verwendete, tunesische Nationalhymne „Humat al-hima“ (Verteidiger des Vaterlandes).

## Leben
Mustafā Sādiq ar-Rāfiʿī wurde in Bahtin geboren, da seine Mutter ihren Erstgeborenen im Haus ihres Vaters gebären wollte. Er entstammte einer Kaufmannsfamilie und verbrachte sein Leben in Tanta, wo er die Volksschule besuchte. Im Alter von 30 Jahren erkrankte er an Typhus, welches ihn dazu zwang, einige Monate im Bett zu verbringen. Durch die Krankheit verlor er sein Gehör für immer.

## Arbeit
In Awraq al-Ward philosophiert ar-Rāfiʿī über Liebe und Schönheit. Wobei er in Hadith al-Qamar viele traditionelle arabische Bräuche und islamische Werte verteidigt. Aber spricht in Kitab al-Masakin, was in Prosa geschrieben ist, auch andere Werte an wie, Armut, Nächstenliebe und Mitgefühl. Er philosophierte nicht nur, sondern schrieb auch Sachbücher wie Tarikh Adab al-Arab, was nicht die Geschichte der arabischen Sprache ist, sondern eine Sammlung von Daten über die arabische Sprache. Die Sammlung ist in eleganter Prosa geschrieben und zeigt seinen guten Umgang mit dieser Sprache.

## Werke
- Al-Sahab al-Ahmar
- Awraq al-Ward (1931)
- Dewan Mustafa Sadiq Rafi'i
- Hadith al-Qamar (1922)
- Iʿǧāz al-Qurʾān wa-l-balāġa an-nabawīya (1928)
- Kitab al-Masakin (1917)
- Rasa'il al-Ahzan
- Tarikh Adab al-Arab (1911)
- Wahy al-Qalam